# Maïs
Maïs (uitspraak: [ˈmajis]) of mais (uitspraak: [mɑjs]) (Zea mays) is een graan afkomstig uit Midden-Amerika en behoort tot de grassenfamilie. De plant werd al ongeveer 10.000 jaar geleden gedomesticeerd door de inheemse volkeren van zuidelijk Mexico. Maïs is een directe domesticatie van de ondersoort Zea mays subsp. parviglumis.
Maïs is een eenhuizige plant. De mannelijke bloeiwijze (de pluim) zit aan de top van de stengel en draagt de helmknoppen, de vrouwelijke bloeiwijze (de kolf) bevindt zich aan de bladoksels en bestaat uit een spil met daaromheen een aantal rijen vruchtbeginsels waaruit de korrels ontstaan. Het stuifmeel wordt via de wind meegevoerd naar andere maïsplanten, waar bevruchting plaatsvindt in afzonderlijke korrels.
Maïs is in veel delen van de wereld een onderdeel van het basisvoedsel. De totale wereldwijde productie van maïs werd geschat op 1,05 miljoen ton in 2019 en overstijgt daarmee de productie van tarwe en rijst. Van al het maïs wordt maar weinig rechtstreeks door de mens geconsumeerd: het meeste wordt gebruikt voor de productie van veevoer, bio-ethanol en bepaalde maïsproducten, zoals maïszetmeel en glucosestroop.

## Geschiedenis

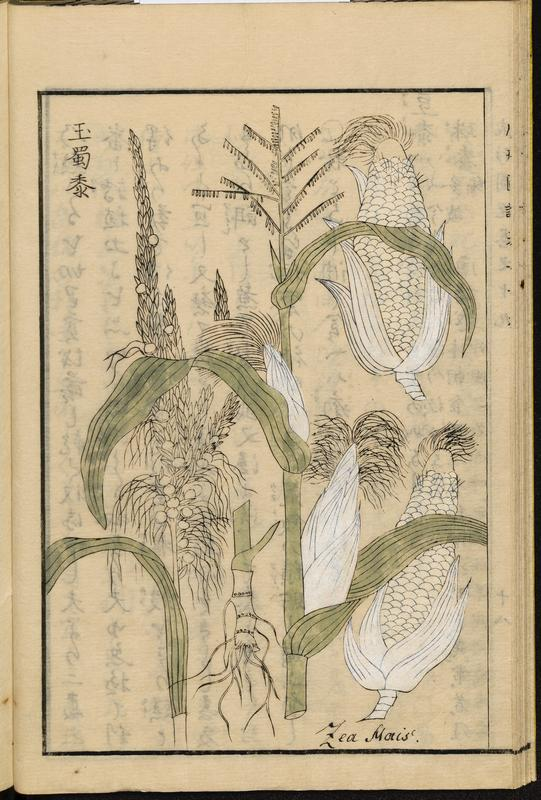
Illustratie uit Japanse Landbouwencyclopedie Seikei Zusetsu (1804)

Maïs komt oorspronkelijk uit Midden-Amerika, waar het gewas duizenden jaren geleden door de oorspronkelijke bewoners veredeld werd tot grotere, voedzamere kolven. Zij zochten steeds de beste, lekkerste en grootste kolven uit om de maïs mee voort te planten. Waarschijnlijk zijn ze ooit begonnen met de teosinte, een klein grasplantje. Columbus, die in 1492 Amerika ontdekte, heeft de maïsplant meegenomen naar Spanje, waar het gewas direct goed gedijde. Voor het koudere klimaat hebben de Europeanen de maïs zelf verder veredeld, waarna de plant het in koudere gebieden ook steeds beter ging doen. In de noordelijke regio's wordt maïs sinds de laatste halve eeuw ook veelal geoogst als silagegewas (snijmais) waarbij het niet volledig afgerijpt gewas wordt gehakseld waardoor het gewas middels de vorming van melkzuurbacteriën kan worden geconserveerd.

## Bloeiwijze
Bij maïs zijn de vrouwelijke en mannelijke bloemen van elkaar gescheiden (eenslachtig), maar zitten wel op dezelfde plant (eenhuizig). Aan de top van de plant zitten in de pluim de mannelijke bloemen. Ongeveer halverwege de plant zitten in de oksels van de bladeren één of meer kolven, bestaande uit de vrouwelijke bloemen.

## Veredeling
Maïs is een windbestuiver. Vroeger bestonden de rassen uit zogenaamde open bestoven rassen. Tegenwoordig zijn bijna alle maïsrassen hybriden. Afhankelijk van de opbouw wordt gesproken van enkelvoudige (opgebouwd uit twee inteeltlijnen), drieweg- (drie inteeltlijnen) of dubbele (vier inteeltlijnen) hybriden. Door maïsplanten via zelfbestuiving in te telen verkrijgt men inteeltlijnen. Als deze inteeltlijnen elkaar in specifieke combinaties bestuiven, ontstaan er beter groeiende en hoger opbrengende planten. Dit effect noemen we "heterosis". Kruisbestuiving wordt verkregen door de moederplanten te ontpluimen.

## Bestanddelen van de maïskorrel
Maïs behoort tot de monocotylen of eenzaadlobbige planten. Het reservevoedsel zit bij de maïskorrel dus opgeslagen in het endosperm. Er wordt onderscheid gemaakt in dent en flint. De dentkorrel is te herkennen aan het deukje in de top van de korrel. Een maïskorrel van het denttype bestaat voor 80% uit koolhydraten (zetmeel en suikers), 10% eiwit, 4,5% olie, 3,5% vezels en 2% mineralen. Het zetmeel bestaat hoofdzakelijk uit twee polysachariden, waarvan amylopectine met 75 à 80% van de hoeveelheid polysachariden de belangrijkste is. Amylose is de andere belangrijke polysacharide. Bij de kleefmaïs bestaat het zetmeel in de korrel hoofdzakelijk uit amylopectine.

## Toepassingen
Maïs wordt op verschillende manieren als voedsel gebruikt:
- Maïsmeel wordt onder andere gebruikt om tortilla's en maïsbrood te maken.
- Van maïsmeel kan ook een maïspap worden gemaakt, die bekendstaat onder de namen als polenta (Italië), mămăligă (Roemenië en Moldavië), funchi (Caraïben), fufu (West-Afrika), ugali, (Oost-Afrika), mieliepap (Zuid-Afrika) en farina (Noord-Amerika).
- Ook cornflakes worden van maïs gemaakt.
- Maïszetmeel wordt in de vorm van maizena gebruikt als bindmiddel voor sauzen, soepen of pap.
- Maïsgluten is een restproduct dat ontstaat bij de zetmeelwinning uit korrelmaïs en dat zeer eiwitrijk is. Maïsgluten wordt als veevoer voor onder andere runderen gebruikt. Gebroken maïskorrels worden als zetmeelbron gebruikt bij de bierbereiding. Door de lage hoeveelheid gluten in maïsmeel is het niet geschikt om te laten rijzen als broodmeel.
- Maïsolie wordt gebruikt als tafelolie.
- Maïsbier wordt onder andere in Afrika gemaakt. Men maakt een maïspap waaraan speeksel toegevoegd wordt. De enzymen in het speeksel zetten het aanwezige zetmeel om in gluten/suikers, die na een paar dagen gisten worden omgezet in alcohol.
- In de VS wordt maïs ook gebruikt om er whisky van te maken. De traditionele Bourbon moet minimaal 51% maïs bevatten, maar meestal is dat zo'n 70%.
- Pofmaïs wordt droog (of met een heel kleine hoeveelheid olie) verhit in de pan en verandert dan in popcorn, doordat het vocht in de korrel bij oververhitting plotseling in stoom overgaat en daarbij uitzet. Pofmaïs is een speciaal maïstype dat veel vocht in de korrel vasthoudt. Maïs wordt ook op industriële wijze gepoft. Het wordt onder meer gevoerd aan jonge biggen omdat het beter verteerbaar is.

Daarnaast wordt maïs gebruikt als grondstof voor biobrandstof zoals bio-ethanol en biodiesel. Ook wordt maïs gebruikt bij vergisting voor de productie van biogas.

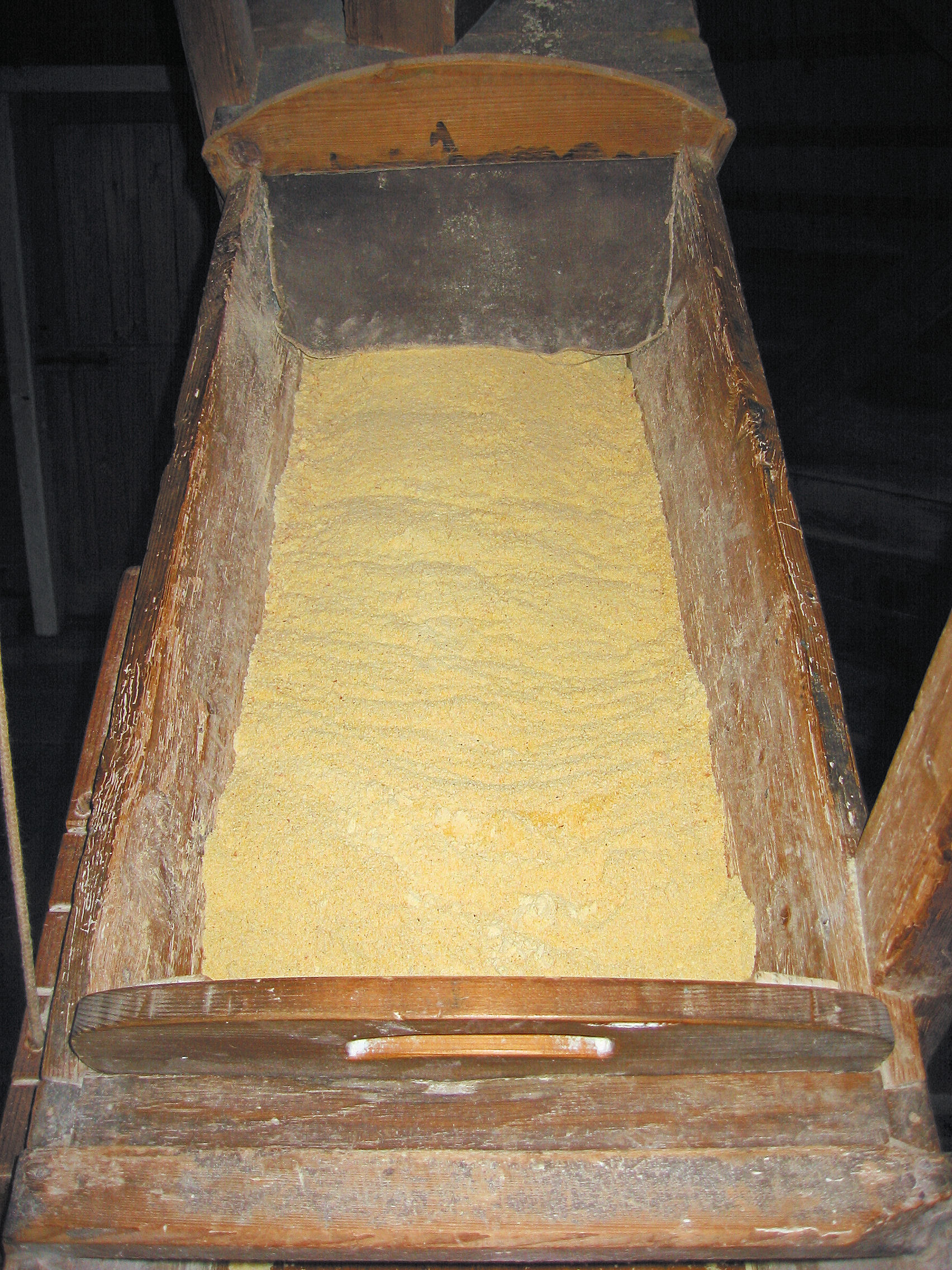
Door korenmolen gemalen maïs
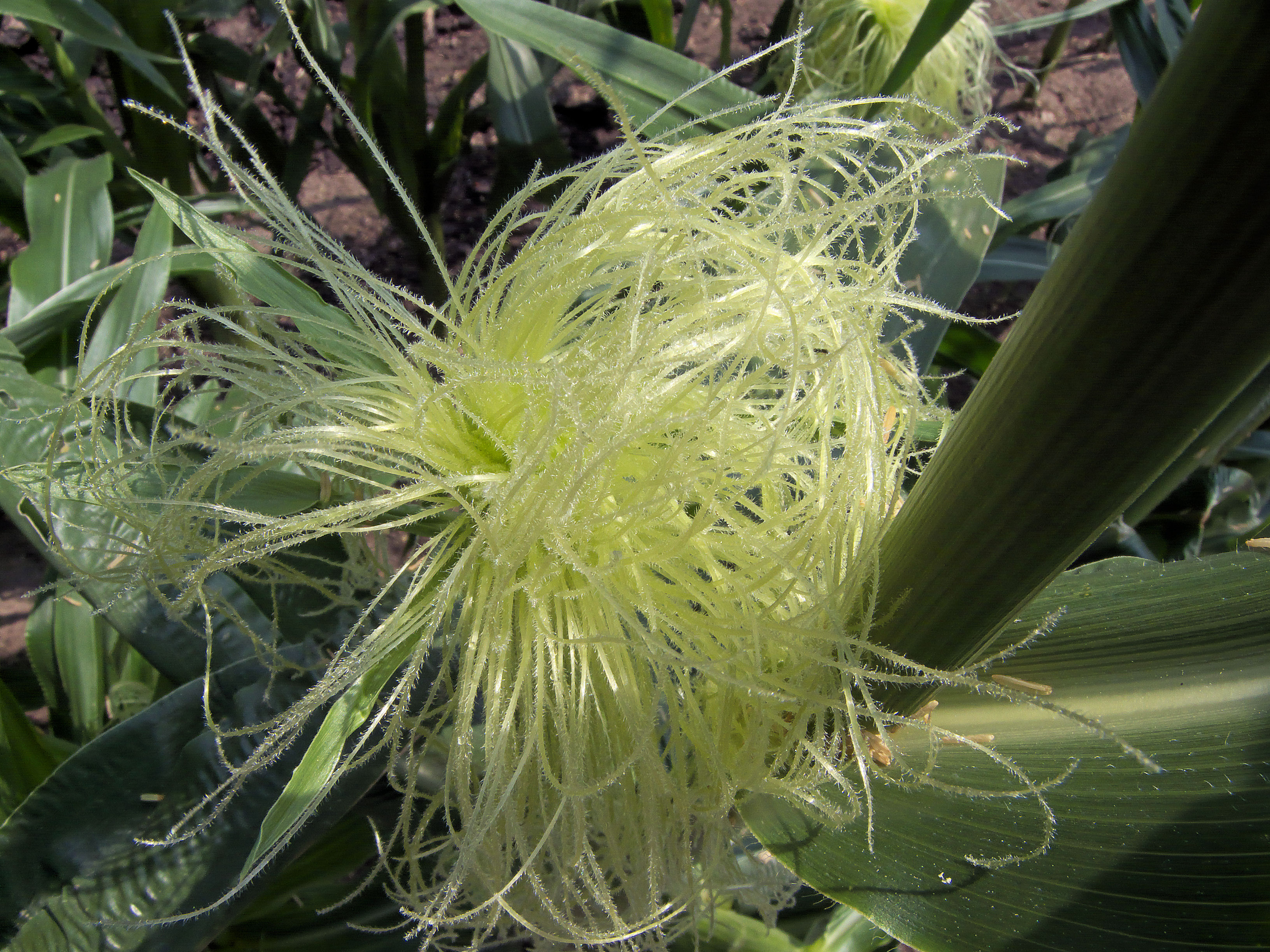
Maïskolf, vrouwelijke bloeiwijze
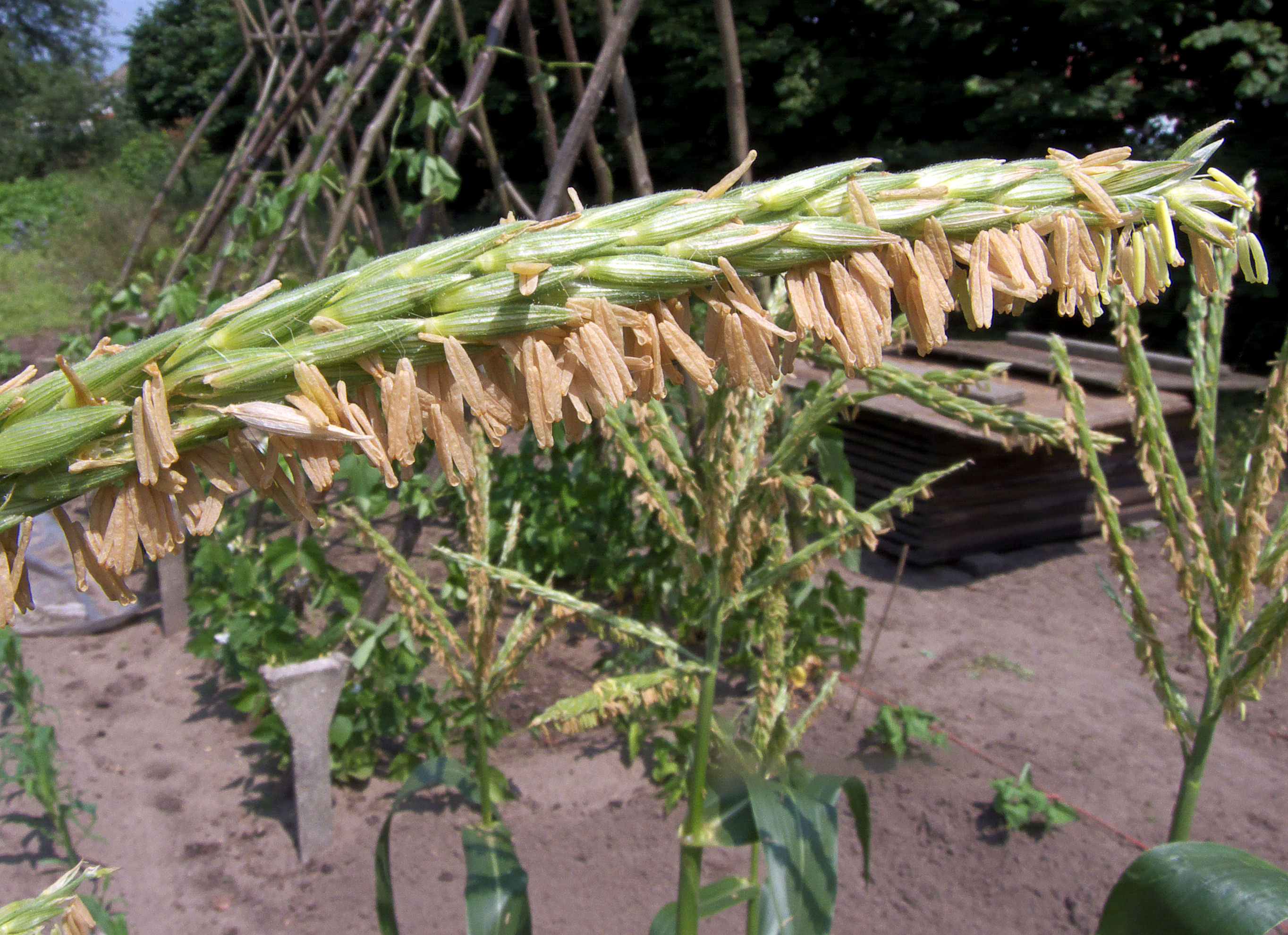
Mannelijke bloeiwijze
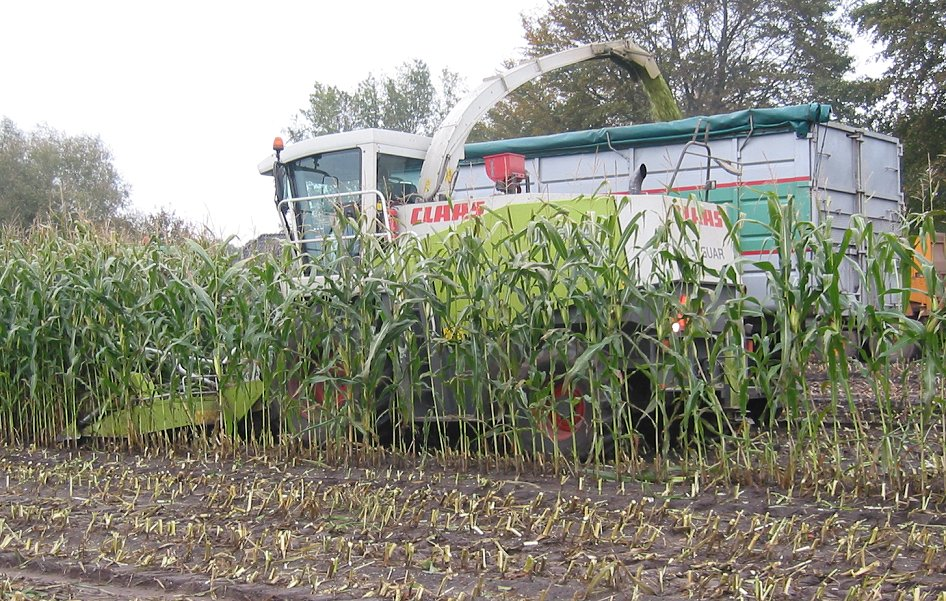
Oogst van snijmaïs
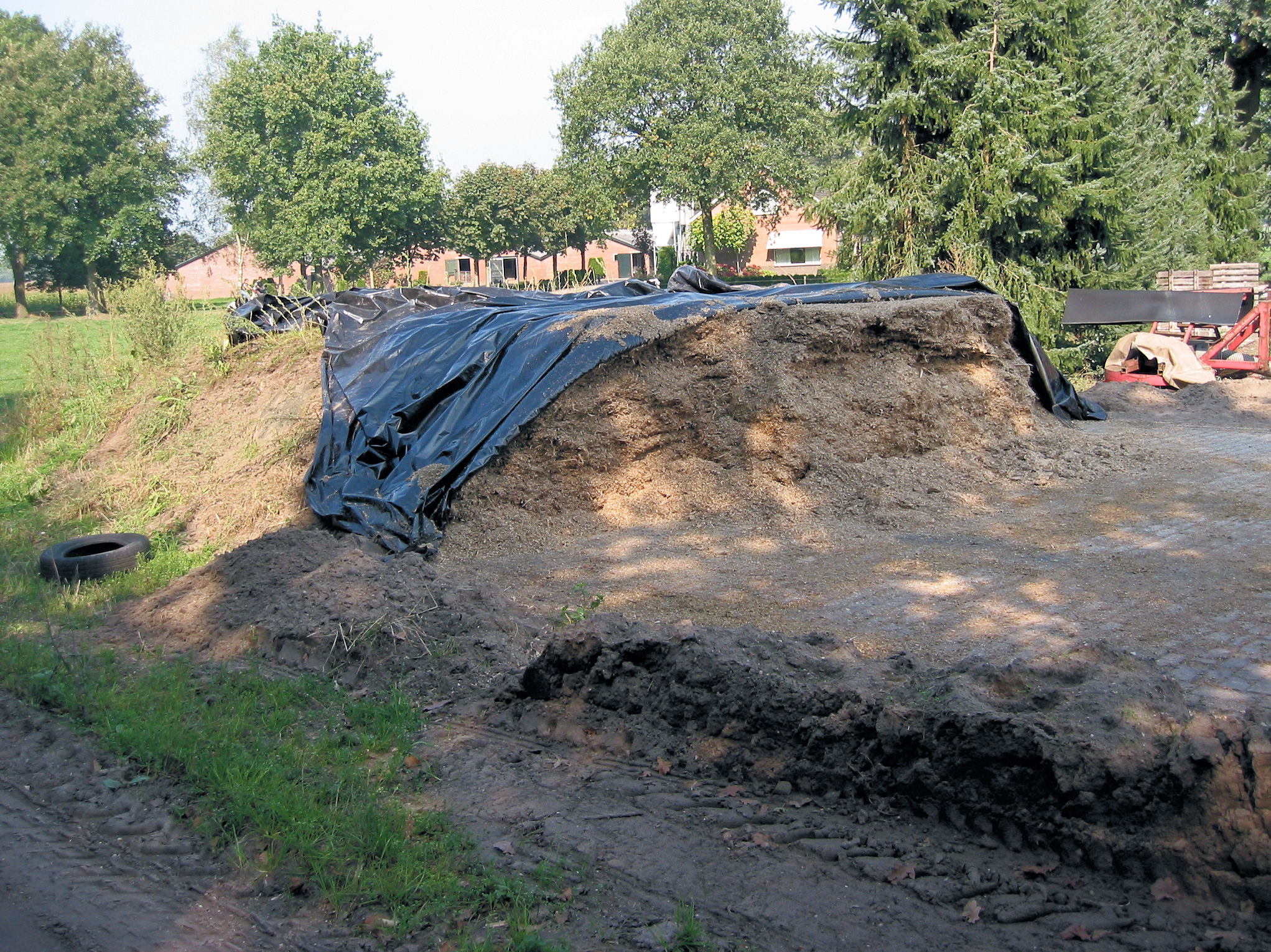
Snijmaïskuil
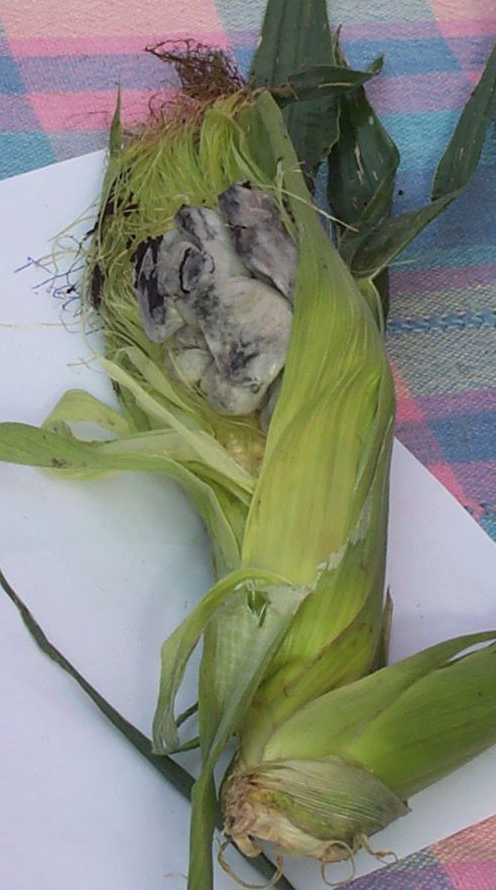
Builenbrand

## Maïsteelt

### Snijmaïs
In Nederland wordt in de landbouw meer dan 200.000 ha snijmaïs geteeld, in België meer dan 220.000 ha die vooral bestemd is als veevoer in de rundveehouderij. Omdat het klimaat eigenlijk te koel is voor maïs, worden de korrels hier niet rijp. Er zijn echter wel vroege tot zeer vroege rassen ontwikkeld, die voor de teelt van korrelmaïs gebruikt kunnen worden. Als regel wordt er geoogst tussen half september en half oktober, als de korrel hard deegrijp is. Bij een door nachtvorst vrijwel geheel bevroren gewas dient niet te lang met oogsten gewacht te worden. In verband met de stikstofreductie moet de snijmais voor 1 oktober geoogst zijn, omdat er daarna nog een vanggewas ingezaaid kan worden. Er kan echter ook een vanggewas als onderzaai gelijk met de snijmais ingezaaid worden en dan mag er later geoogst worden. In het algemeen wordt het gehele gewas met blad, stengel en kolven verhakseld met een maïshakselaar en ingekuild. Maïs kan echter ook in de vorm van korrelmaïs, natte korrelmaïs met spil (CCM = Corn Cob Mix) zowel voor varkens als voor rundvee en voor maïskolvensilage (MKS) voor rundvee geoogst worden.
In 1970 bedroeg de oppervlakte aan snijmaïs in Nederland 6.400 ha, maar in 1994 was dit toegenomen tot 230.000 ha, een aanzienlijk deel van het Nederlandse landbouwareaal. Mede door de grotere mestgift die toegestaan was op maïsakkers nam daardoor ook de oppervlakte aan fosfaatverzadigde gronden toe.
De drogestofopbrengst aan snijmaïs bedraagt in Nederland tussen de 10 en 23 ton/ha.

### Suikermaïs
Ook wordt in België en Nederland suikermaïs (Zea mays convar. saccharata) voor de verse consumptie geteeld. De korrels worden in het zogeheten melkrijpe stadium geoogst. Het optimale oogststadium wordt bereikt als de kolfkwast donkerbruin verkleurd is, de korrels tot bijna boven in de kolf warmgeel van kleur en nog niet ingedeukt zijn. Er kan onderscheid gemaakt worden in extra zoete en normaal zoete suikermaïs. Normaal zoete suikermaïs heeft een vrij laag suikergehalte en wordt in België en Nederland weinig geteeld. Extra zoete suikermaïs kan, doordat de omzetting van suiker naar zetmeel genetisch geblokkeerd is, wel tot 20% suiker bevatten. De genetische blokkade bij extra zoete maïs berust op een ander gen dan dat van normaal zoete maïs. Daarom mogen extra zoete maïs en normale suikermaïs niet bij elkaar staan en ook niet in de buurt van snijmaïs, omdat bij bestuiving de blokkade van suiker naar zetmeel wordt opgeheven.

### Energiemaïs
Sinds het begin van dit millennium wordt er in Nederland energiemaïs verbouwd. Deze maïs kan iets later zijn dan gewone snijmaïs, maar dient wel af te rijpen tot meer dan 30% droge stof van de gehele plant. Bij een energiemaïsras is de methaangasopbrengst per ha dé maatstaf.
In een mestvergister wordt mest van een rund of varken gedaan en deze wordt gemengd met een akkerbouwproduct (co-vergisting, dit is vaak energiemaïs). Tijdens het vergisten ontstaat er biogas. Biogas kan gebruikt worden als brandstof of om elektriciteit mee op te wekken.
Zie ook: Biologische zaaitabel

### Siermaïs
Siermaïs is maïs die gebruikt wordt in de bloemsierkunst. Hiervoor worden verschillende rassen gebruikt, waaronder aardbeienmaïs en Amero.
Siermaïs kiemt na 10 tot 14 dagen bij 19-22 °C. De rassen die als siergewas worden gebruikt, dienen zo vroeg mogelijk gezaaid te worden, omdat de afrijping anders te wensen kan overlaten. Dit geldt in het bijzonder voor aardbeienmaïs. Voor de buitenteelt kan tussen eind april tot en met juni gezaaid worden.

### Gentechmaïs
Veredelingsbedrijven hebben inmiddels een hele reeks genetisch gemodificeerde rassen gekweekt en op de markt gebracht. Zo zijn maïsrassen resistent gemaakt tegen de Europese maïsboorder (Ostrinia nubilalis) en zijn rassen van maïs ongevoelig gemaakt voor bepaalde herbiciden (voor het bedrijven van monocultuur).
Over genetisch gemodificeerde maïs is veel discussie. Zo zou uit een onderzoek zijn gebleken dat de sinds januari 2006 in de EU toegelaten genetische gemodificeerde maïsrassen met de 'MON863'-gencombinatie (event) groeistoornissen en leverschade en nierschade veroorzaakte bij ratten. De publicatie van dit onderzoek in het wetenschappelijk tijdschrift Food and Chemical Toxicology werd echter een jaar later door de redactie weer ingetrokken na kritiek van andere wetenschappers dat het onderzoek ondeugdelijk was uitgevoerd (Séralini-affaire).
De gentechbedrijven hebben een monopoliepositie op de markt, waardoor de maïsproducenten voor hun productie sterk afhankelijk worden van een klein aantal bedrijven.
Monsanto produceert naast genetisch gemodificeerde gewassen ook onkruidbestrijdingsmiddelen. Hierbij wordt ingespeeld op de monopoliepositie die het bedrijf heeft, door de maïs door middel van genetische modificatie resistent te maken tegen de eigen onkruidverdelger Roundup. Deze actie heeft op veel verzet gestuit, omdat een maïsproducent op deze manier verplicht is om ook zijn bestrijdingsmiddelen bij Monsanto in te kopen, als hij deze maïssoort aanschaft. Alhoewel er zeer veel maïshybriden zijn die niet genetisch gemodificeerd zijn en deze voor alle boeren beschikbaar blijven. Men is dus niet van deze modificaties afhankelijk.

### Wereldwijde productie
| Topproducenten van maïs 2018 | Topproducenten van maïs 2018 |
| Land                         | Productie (ton)              |
| ---------------------------- | ---------------------------- |
| Verenigde Staten             | 392.450.840                  |
| China                        | 257.173.900                  |
| Brazilië                     | 82.288.298                   |
| Argentinië                   | 43.462.323                   |
| Oekraïne                     | 35.801.050                   |
| Indonesië                    | 30.253.938                   |
| India                        | 27.820.000                   |
| Mexico                       | 27.169.977                   |
| Roemenië                     | 18.663.939                   |
| Canada                       | 13.884.800                   |

## Maïs en milieu
Maïs behoort tot de groep C4-gewassen, een groep planten die met een beperkte ademhaling een zeer hoge koolstofopname hebben. Eén hectare maïs absorbeert 22 à 44 ton CO2 per jaar, en produceert 16 à 32 ton zuurstof per jaar. Dit is aanzienlijk meer dan wat 1 hectare bos per jaar aan zuurstof kan leveren. Alleen komt de opgeslagen koolstofdioxide na vervoedering weer in het milieu, meestal binnen een jaar. Bij bossen wordt de koolstofdioxide langer vastgelegd en komt pas vrij bij afbraak of verbranding van het hout. Dit komt doordat koolstofopname door planten een kortcyclisch proces is, in tegenstelling tot koolstofopname die gepaard gaat met fossilisering, zoals bij steenkool- en aardolievorming. (Zie ook koolstofkringloop).

## Soorten en ondersoorten
Ondersoorten:
- Z. mays ssp. huehuetenangensis
- Z. mays ssp. mays (typeondersoort)
- Z. mays ssp. mexicana
- Z. mays ssp. parviglumis (teosinte)

Verwante soorten:
- Z. diploperennis
- Z. luxurians
- Z. nicaraguensis
- Z. perennis

## Ziekten
- Stengelrot is de meest voorkomende ziekte in maïs en wordt veroorzaakt door Fusarium-schimmels. Het merg van de stengelvoet verrot zodat de voet zacht wordt en de stengel om knikt. De bladeren vertonen een rode kleur en geven een papierachtig gevoel. Ook de kolven kunnen worden aangetast. De ziekte treedt op als de plant aan het afrijpen of verzwakt is.
- Ritnaalden komen vooral voor na het scheuren van grasland. De larven van de kniptor boren zich in het gewas waardoor de plant slap gaat hangen. Bestrijding kan plaatsvinden door een grondbehandeling met 3,5 liter lindaan 21% per ha.
- Builenbrand (Ustilago maydis) kan tijdens een warme zomer optreden. Hierbij worden in plaats van korrels builen, vruchtlichamen van de schimmel, in de kolf gevormd. De ontstane gallen worden in Mexico gegeten en gelden als een delicatesse die huitlacoche wordt genoemd.
- De fritvlieg legt haar eitjes op de plant voor het vierde bladstadium. De larve kan vergroeiingen veroorzaken. Aangetaste planten zullen meer dan normaal uitstoelen. Een zaadbehandeling met methiocarb is meestal afdoende tegen deze aantasting.
- De maïswortelboorder is een quarantaineorganisme dat de wortels van de maïsplant kan aantasten.